# ديميتريوس سيالماس
ديميتريوس سيالماس(باليونانية: Δημήτριος Σιαλμάς)؛ 19 يونيو 1986)هو لاعب كرة قدم يوناني، يلعب كمهاجم لأبولوناس إيفباليو.